# 稲岡美千代
稲岡 美千代（いなおか みちよ、1950年11月28日 - ）は、日本の陸上競技の選手である。
1972年ミュンヘンオリンピックに女子走高跳で出場した。徳島県上板町の出身で、後に町立歴史民俗資料館で昭和の上板を振り返る企画展が行われた際には、稲岡が出場時の記念品も展示された。

## 参照資料
1. ↑  「20世紀徳島のスポーツ 5 陸上・水泳 陸上、世紀末に五輪選手続出」『徳島新聞』2000年12月28日付。
2. ↑  「「昭和の上板」回顧 生活・学校など四つのテーマ 写真や赤電話展示 町資料館」『徳島新聞』2017年7月23日付朝刊12面。